# Chet Holmgren
Chet Thomas Holmgren (født 1. maj 2002) er en amerikansk professionel basketballspiller, som spiller for NBA-holdet Oklahoma City Thunder.

## Klubkarriere

### Oklahoma City Thunder
Holmgren blev valgt af Oklahoma City Thunder med det andet valg i draften 2022. Han vil dog ikke få debut i 2022-23 sæsonen, da det i august 2022 blev annonceret, at han havde fået en fodskade under en kamp spillet i hans fritid. Efter skadespausen vendte han tilbage, og den 25. oktober 2023 spillede han sin første NBA kamp imod Chicago Bulls.
Han var i 2024-25 sæsonen med til at vinde NBA mesterskabet, da Thunder slog Indiana Pacers. I den syvende og afgørende kamp af finaleserien spilede Holmgren en særlig god defensiv kamp, da han havde fem blokerede skud.